# Ptinus suturalis
Ptinus suturalis is een keversoort uit de familie klopkevers (Ptinidae). De wetenschappelijke naam van de soort werd in 1846 gepubliceerd door Adam White.